# Pétrole brut
Le pétrole brut est un mélange d’hydrocarbures qui provient directement de l'exploitation d'un puits de pétrole, à l'issue des traitements de dessablage, de décantation de l'eau, et éventuellement de séparation de la phase gazeuse à pression et température ambiantes. Il se mesure en barils ou en m3.

## Types
On distingue trois grandes références commerciales de pétrole brut au niveau mondial :
- le Brent, exploité en mer du Nord ;
- le WTI (West Texas Intermediate), exploité aux États-Unis ;
- le Dubaï Light pour l'Asie.

Malgré une production limitée, le Brent sert de brut de référence au niveau mondial. Son prix détermine celui de 60 % des pétroles extraits dans le monde. Chaque région du monde produit une qualité de pétrole différente, généralement caractéristique d'un gisement ; c'est pourquoi il est possible d'identifier une cargaison de pétrole à partir de quelques traces.
Le prix d'achat du pétrole est pondéré par sa qualité (par la nature de ses constituants), tous les pétroles sont constitués d'un mélange de différentes molécules, qui intéressent plus ou moins les pétroliers, en fonction des applications voulues.

## Raffinage
Le raffinage du pétrole permet d'obtenir différents produits pétroliers parmi lesquels se trouvent des carburants. Ainsi, pour obtenir du fioul lourd (utilisé par les bateaux) ou du gazole (le carburant des moteurs diesel), il faut un pétrole riche en molécules assez lourdes, et pour obtenir de l'essence (le carburant des moteurs à allumage commandé), ou du GPL, il faut un pétrole riche en molécules assez légères.